# МедиаГвардия
МедиаГвардия — проект ВОО «Молодая Гвардия Единой России», целью которого является объединение усилий интернет-пользователей для совместного выявления интернет-сайтов, сообществ и групп в социальных сетях, специализирующихся на распространении противоправного контента.

## История и деятельность
16 ноября 2012 г. состоялось заседание Координационного совета ВОО «Молодая Гвардия Единой России», на котором в качестве федерального был утвержден проект «МедиаГвардия». Инициатором проекта и первым его руководителем стал Геннадий Гурьянов.
Во время VII Всероссийского Медиафорума и Форума партпроектов «Единой России», проводимых в мае 2013 г., премьер-министр России Дмитрий Анатольевич Медведев высоко оценил результаты реализации проекта. В июне 2013 г. проект был успешно реализован в 73 субъектах Российской Федерации. В августе 2013 г. во время открытой презентации «МедиаГвардии» на международном форуме «Селигер-2013» было объявлено о расширении проекта и начале обучения руководителей сетевых проектных направлений. Тогда же программа впервые была презентована Президенту Российской Федерации Владимиру Путину . После этой встречи глава государства поручил Правительству РФ совместно с Генеральной прокуратурой РФ представить предложения по блокировке сайтов, содержащих экстремистский контент.
В 2014 г. одним из приоритетов в реализации программы стала борьба с онлайн-казино. Активистами проекта было выявлено свыше 200 ресурсов, осуществляющих незаконную игорную деятельность, информация о которых была передана в МВД. В апреле 2014 г. участники проекта провели ряд пикетов у офисов крупнейших поисковых систем «Google» и «Яндекс». Активистов возмутили эротические изображения, которые они нашли в поисковой выдаче по запросам со сказочными персонажами. Результатом акции стало обращение к Роскомнадзору с требованием обязать руководство компаний добавить в поисковую выдачу функцию по жалобе на результаты запросов. В мае 2014 г. активистами проекта была проведена онлайн-акция в защиту чести ветеранов ВОВ. Составлен список «оскорбительных сообществ» и передан в Роскомнадзор для блокировки. В сентябре 2014 г. активисты «МедиаГвардии» направили запросы в Роскомнадзор и Генпрокуратуру с просьбой заблокировать в популярных социальных сетях интернет-сообщества, пропагандирующие нетрадиционные сексуальные отношения среди несовершеннолетних. В частности молодогвардейцы требовали заблокировать доступ к страницам проекта «Дети-404. ЛГБТ-подростки. Мы есть!» в соцетях ВКонтакте|«ВКонтакте» (35 тыс. участников) и «Facebook» (5 тыс. участников). На страницах данных ресурсов размещаются письма несовершеннолетних геев, лесбиянок, бисексуалов и трансгендеров, осознавших свою гомосексуальность и рассказывающих о своих переживаниях и проблемах. 12 декабря 2014 г. руководитель проекта Илья Подсеваткин стал членом правления Регионального общественного центра интернет-технологий (РОЦИТ).
13 февраля 2015 г. активисты проекта передали в Генеральную прокуратуру Российской Федерации запрос для проверки 87 ссылок сообщества правоэкстремистской организации «Правого Сектора» в социальной сети «ВКонтакте» и последующей блокировки их в российском сегменте сети Интернет. По мнению МедиаГвардии в данных сообществах присутствовала информация, содержащая пропаганду экстремистской деятельности организации и нарушавгая ФЗ «Об информации, информационных технологиях и о защите информации».
16 декабря 2016 г. активисты проекта направили поправки депутатам Государственной Думы Российской Федерации в федеральный закон об «Информации, информационных технологиях и о защите информации», Уголовный кодекс и Кодекс об административных правонарушениях. За контент с издевательствами над животными активисты предлагают штрафовать на сумму до 200 тысяч рублей, над людьми – до 300 тысяч рублей.

## Награды
В ноябре 2014 г. проект «МедиаГвардия» был признан победителем во всероссийском конкурсе «Премия рунета — 2014» . Конкурс проводился в формате онлайн-голосования, где каждый пользователь мог выбрать только одного конкретного участника. В результате «МедиаГвардия» набрала наибольшее количество голосов пользователей и стала победителем в номинациях «Лучший интернет-проект» и «Интернет без экстремизма».